# Ochotskcultuur
De Ochotskcultuur is een archeologische cultuur van de vroege ijzertijd aan de kusten van de Zee van Ochotsk, van de 5e eeuw v.Chr. tot 13e eeuw AD. De cultuurdragers hielden zich bezig met vissen in kustgebieden, jagen en verzamelen.
De cultuur ontstond omstreeks de 5e eeuw v.Chr. in het Amoergebied van het Russische Verre Oosten, vanwaar het zich verspreidde naar het eiland Sachalin. Onder invloed van de Neo-Eskimo-culturen van het Noordpoolgebied ontwikkelde zich een op de zee gerichte leefwijze. Vanaf omstreeks 600 AD was de cultuur aanwezig in de kustgebieden van de Japanse eilanden Hokkaido, Rebun en Rishiri. Ook migraties van Sachalin naar de Koerilen zijn aangetoond, waar de cultuur zich mogelijk tot 1500-1600 standhield. 
De huidige Nivchen op Sachalin en aan de Amoer, evenals de Itelmenen en Kereken op Kamtsjatka, zijn waarschijnlijk culturele afstammelingen van de Ochotskcultuur. In Hokkaido kwam de cultuur in contact met de Satsumoncultuur, die de Ochotskcultuur in het noorden verving en gedeeltelijk heeft geabsorbeerd. De Ochotskcultuur speelde een belangrijke rol in de overgang naar de historische cultuur van de Aino, onder andere door de introductie van de berencultus.
Kisao Isizuki van de Universiteit van Hokkaido identificeerde de mensen van de Ochotskcultuur met de Mishihase genoemd in de Japanse Nihonshoki-kroniek.

## Levenswijze
De meeste sites bevinden zich op zandduinen of aan riviermondingen. De woningen waren vijf- tot zeshoekig en half in de grond verdiept, met een diameter van 3-12 m en een centrale vierkante of ronde stenen haard. De basis van de economie was de jacht op zeezoogdieren zoalswalvissen, Stellerzeeleeuwen en zeehonden. Kenmerkend zijn een verscheidenheid aan benen getande en roterende harpoenen. Men jaagde ook op herten, beren, vossen en dassen, en hield zich bezig met vissen (benen haken en stenen zinkers werden gevonden). Honden werden gefokt voor vlees en vervoer. Ruilhandel met naburige volkeren leverde varkensvlees. Onder de stenen werktuigen bevinden zich pijlpunten, hamers, schrapers, messen, bijlen (ook geslepen), en stenen lampen. Men vond veel artefacten uit been, zoals lepels, naalden, priemen, pijlpunten, spanen en kammen, evenals gedecoreerde naalden uit buisvormige vogelbotten. De harpoenen waren soms voorzien van ijzeren punten. IJzeren bijlen, messen en dolken werden gevonden. Het aardewerk was dunwandig met platte bodem, op Sachalin met ronde bodem, en met de hand gevormd. In het bovenste deel van het vat bevonden zich snoervormige en gesneden decoraties met geometrische, lineaire en zoömorfe motieven. Onder de sieraden vindt men ronde en ovale hangers, labretten enz.
De gevonden begrafenissen waren in een gehurkte positie met grafgiften als stenen bijlen, pijlpunten, benen spanen en naalden, ijzeren zwaarden en messen, en sieraden uit metaal en bot.